# Níjni Orixniki
Níjni Orixniki (en (ucraïnès): Нижні Орішники, en rus: Нижние Орешники, Níjnie Oréixniki) és un poble de la República Autònoma de Crimea a Ucraïna, que el 2014 tenia 581 habitants. Pertany al districte de Bilogorsk.